# Julio Alejandro
Julio Alejandro de Castro Cardús (Huesca, 27 de febrero de 1906 - Jávea, 22 de septiembre de 1995) fue un escritor, poeta, guionista, marino español. Fundamentalmente conocido por su labor como guionista de Luis Buñuel y considerado uno de los mejores guionistas de México. Su primer libro fue prologado por Antonio Machado. Vivió en México durante buena parte de su vida a causa del exilio franquista. Ganó un Premio Ariel de plata en 1958 a la mejor adaptación por Feliz Año, amor mío.

## Biografía

### Infancia y juventud
Nació el 27 de febrero de 1906, en el Coso de Huesca, bautizado en la iglesia de San Lorenzo, en el que sus hermanos en broma le llamarían el socarrao, al estar bautizado en esa iglesia. Vio por primera vez cine gracias a una carpa que se montaba en el Coso Alto. De pequeño veraneaba en Bulbuente, ya que su familia paterna descendía de Borja,y también veraneaba en San Sebastián, donde descubrió su gran pasión, el mar.
Con 16 años, tras acabar el bachillerato en Madrid, se alistó a la Escuela naval. Tras convertirse en caballero guardiamarina, la guerra de Marruecos le conduce a Alhucemas, donde llegó ver al líder rifeño, Abd el-Krim, la guerra no le impidió seguir leyendo y formándose, acabó varias veces arrestado por estar leyendo en guardias.
En 1924 tras estar en Alhucemas, fue a Shanghái como aspirante a alférez de fragata en el crucero Blas de Lezo, donde vería entrar a Chiang Kai-shek al frente de sus cantoneses. Esta ciudad le evoco a hacer la obra de teatro Shanghái- San Francisco. La vuelta a Madrid se produjo en un barco japonés en el que compuso versos frente al mar en las guardias del puente de mando, Cuando su padre vio los versos le recomendó que visitara a Antonio Machado que era amigo de Julio Alejandro, y Machado accedió a prologarle el libro que se publicó en 1932.
Más tarde, pidió una excedencia en la marina, para estudiar en la Universidad Central de Madrid, la carrera de filosofía y letras, allí conocerá a sus compañeros de clase como Soledad Ortega, Luis Rosales, Leopoldo Panero, Juan Panero, Luis Felipe Vivanco, Germán Bleiberg y más miembros que luego se conocería como la generación de 1936, aunque también obtuvo otros títulos universitarios como Historia de la Edad Media, en la Universidad de Zaragoza, y finalmente en Filosofía, en Manila.

### Guerra civil
En 1936, al ser nombrado José Giral, Ministro de marina, Al necesitar un hombre de confianza eligió a Julio Alejandro para que le ayudara, sin saber que se estaba tramando un golpe al gobierno. Repetiría el puesto en la legislatura de Indalecio Prieto, ya que Giral, iba a acceder a la presidencia de gobierno, allí descubriría que varios compañeros de armas se habían pasado al bando sublevado.
Un día al ver su nombre en la checa del ministerio y al estar herido, en una salida a la sierra, Indalecio Prieto le traslado en una camilla en su coche oficial, a un avión francés que le dejó en Toulouse donde estuvo ejerciendo de profesor de universidad.
En 1939 al acabar la Guerra Civil, diversas causas hacen que tenga que dejar Francia, cruzando discretamente España para embarcar en Lisboa, en un barco japonés, que años más tarde sería el último en cruzar el Canal de Suez antes de su clausura, que le dejó en Manila.

### Exilios a Filipinas y México
Al llegar a Filipinas tuvo una vocación religiosa que fue frustrada, donde dio clases en la universidad de Santo Tomás.
Pero al llegar a Filipinas la II Guerra Mundial los americanos le consideran pro-japonés y los nipones, pro-americano y le ofrecieron que se encargara de unas emisiones de radio en español para propagar su causa en América Latina. Él se negó e intento escaparse con unos alemanes que iban a Noruega aunque los japoneses le ofrecieron las emisiones durante un mes él se negó y estuvo durmiendo cada noche en una casa distinta.
Al final le detuvieron pero el cónsul le rescató cuando llegó a los 40 kilogramos de peso. Al salir de prisión tuvo que ser operado de emergencia sin anestesia, se infecta y tiene que ser operado por segunda vez. Durante la operación, el equipo médico muere a causa de un bombardeo americano y es sacado por los japoneses con un torniquete. Con la ayuda de dos pelotaris cruzaron el río y salieron de las líneas estadounidenses con destino a la universidad de Santo Tomás convertida en campo de concentración.
Cuando Estados Unidos empezó repatriar y todavía estaba convaleciente, se mostró ante el cónsul estadounidense que le da un visado y en San Diego donde rechazo la nacionalidad. Fue a México y luego se desplazó a Santiago de Chile y Buenos Aires, y regreso a España donde intento encontrar trabajo aunque solo consiguió un trabajo de vendedor de suscripciones de un periódico, y este trabajo le permitió escribir obras de teatro. En esta época en España también conoció al actor y director de cine Tito Davison y le contrató la primera película que escribió, Negro es mi color.
En 1953 conoció a Buñuel a la altura de la adaptación de Buñuel de Abismos de pasión y será también su guionista en Nazarín, Viridiana, Simón del desierto y Tristana. También escribió para otros directores mexicanos y también ambientó y decoró películas, gracias a su afición por las antigüedades.

### Regreso a España y muerte
A Principios de los años 80 regresó a España, tras estar 39 años en México, pasaba sus temporadas entre Jávea y en Madrid, en esta época se le dieron reconocimientos como el Festival de cine de Huesca en 1989 y la distinción que la Diputación General de Aragón (Gobierno de Aragón) le otorgó en 1993.
El 22 de septiembre de 1995, falleció en presencia del director de cine José Luis García Sánchez, el guionista Rafael Azcona y el escritor Manuel Vicent, parte de sus cenizas reposan en una finca familiar cercana al Monasterio de Veruela en el término municipal de Bulbuente.

## Obra

### Obra literaria
- La voz apasionada, 1932 (Poemas. Prólogo de Antonio Machado)
- Fanal de popa (Miscelánea)
- Singladura (ISBN 84-7733-039-5)
- Breviario de los chilindrones (ISBN 84-398-9143-1)

### Obra cinematográfica
- Negro es mi color (dirigida por Tito Davison, 1950)
- Abismos de pasión (dirigida por Luis Buñuel, 1953 —también supervisó el guion—)
- Nazarín (dirigida por Luis Buñuel, 1959)
- El tejedor de milagros (dirigida por Francisco del Villar, 1961)
- Viridiana (dirigida por Luis Buñuel, 1961)
- Simón del desierto (dirigida por Luis Buñuel, 1965])
- Los cuervos están de luto (dirigida por Francisco del Villar, 1965)
- Los recuerdos del porvenir (dirigida por Arturo Ripstein, 1968)
- Tristana (dirigida por Luis Buñuel, 1970)
- El muro del silencio (dirigida por Luis Alcoriza, 1971)
- El jardín de la Tía Isabel (dirigida por Felipe Cazals, 1972)

### Obra teatral
- El pozo
- La familia Kashin
- Shangai-San Francisco
- Barriada
- El termómetro marca 40
- La luna en el teléfono
- La casa sin música.

### Libretos
- La güera, libreto para una ópera con música de Carlos Jiménez Mabarak.

## Premios
Festival Internacional de Cine de Huesca
| Año  | Premio                  | Resultado |
| ---- | ----------------------- | --------- |
| 1989 | Premio Una Vida de Cine | Ganador   |